# Mentiras del silencio
Mentiras de Silencio es una novela escrita por Brian Moore publicada en 1990. Centrada en los efectos personales del Conflicto de Irlanda del Norte, periodo de conflictos interétnicos, religioso y políticos en Irlanda del Norte de la época de 1960 hasta 1998

## Trama
La trama nos lleva alrededor del protagonista, Michael Dillon, y su esposa, Moira Dillon, quiénes están de rehenes en su casa por terroristas miembros del Ejército Republicano irlandés Provisional (IRA). La razón es que Dillon, como gerente del hotel, puda conducir su auto, el cual tiene una bomba, para matar un reverendo protestante,a lo miembros del Orden de los Orange, protestantes militantes y todos los que estén presentes en el lugar. Varios aspectos de psicología femenina son también presentes durante la novela, incluyendo el asunto extramarital de Dillon con la escritora canadiense Andrea y todo el desglose mental de Moira al enterarse de la infidelidad de su esposo.

## Recepción
En su publicación, Mentiras de Silencio recibió críticas positivas internacionalmente. Publishers Weekly lo describe como "El poder de Moore, hacen esta novela significativa y oportuna", Toronto Sun dijo que "una vez más Brian Moore prueba su versatilidad asombrosa y irresistible humanidad como escritor," el Irish Independent dijo que "la escritura es crujiente y tensa" y que "las crisis morales [...] la hacen intensamente compleja y cautivadora," y el New York Times lo describió como "primeramente caracterizada por... Inteligente... y brillante." Mentiras de Silencio fue uno de los seis incluidos en la lista corta en 1990 del Premio Booker
Mentiras de Silencio es una elección para estudio comparativo del inglés para el Certificado de Salida en escuelas de Irlanda.

## Traducciones
- Una edición de lengua finesa, Veren väri, estuvo publicado en 1997 por Book Studio (ISBN 9516118658)[6]
- Una edición en el idioma portugués, Mentiras de Silêncio,  estuvo publicado en 1992 por Círculo de Leitores[6]
- Una edición de la lengua galesa, traducido por Nansi Pritchard, estuvo publicado como Celwyddau Distawrwydd por Gwasg Gwynedd en diciembre de 1995 (ISBN 0860741214; ISBN 978-0860741213)[6]
- Un edición en Idioma español, "Mentiras del silencio", traducido por Aníbal Leal. Estuvo publicado en 1991 por Javier Vergara Editor S.A.